# الباجية
قرية الباجية بالشيخ يوسف هي إحدى القرى التابعة للوحدة المحلية للزوك الغربية لمركز المنشأة بمحافظة سوهاج في جمهورية مصر العربية. حسب إحصاءات سنة 2006، بلغ إجمالي السكان في الباجية 10234 نسمة، منهم 5405 رجل و4829 امرأة.